# Palouse (regió fisiogràfica)

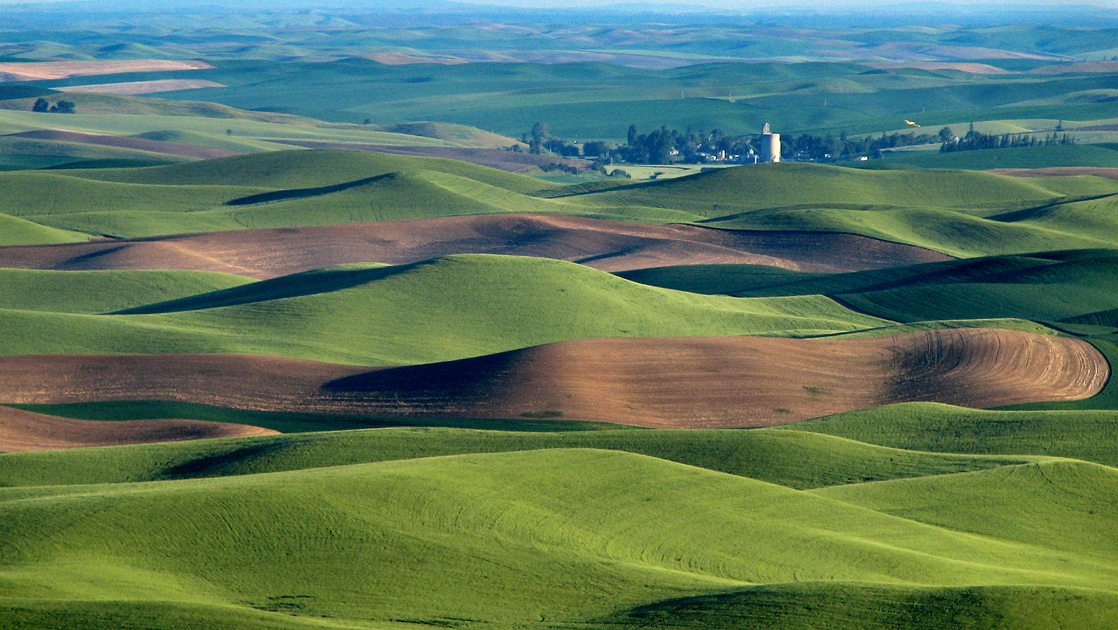
Els turons Palouse, prop de Steptoe Butte

El Palouse AFI /pəˈluːs/ —és una regió fisiogràfica al nord-oest dels Estats Units, que abasta parts del centre-nord d'Idaho, el sud-est de Washington (part de l'est de Washington) i, segons algunes definicions, sectors al nord-est d'Oregon. És una notable zona agrícola, on típicament es produeix blat i llegums. Situada a unes 160 milles (260 km) al nord de l'Oregon Trail, la regió experimentà un ràpid creixement a finals del segle XIX.

## Geografia i història

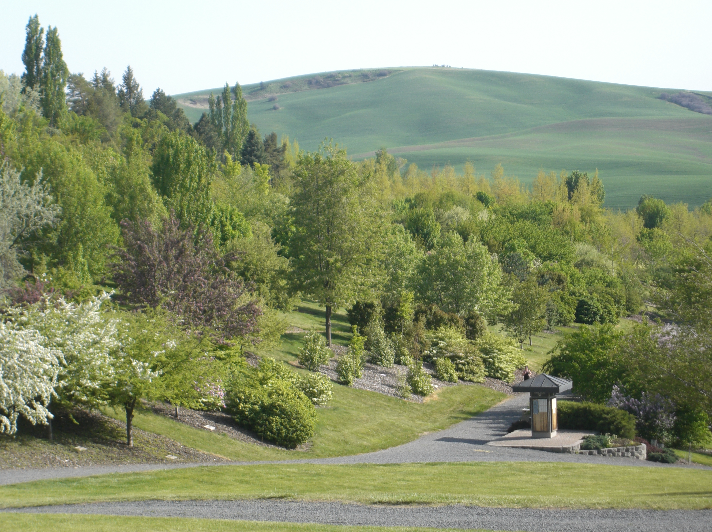
Els turons de Palouse al sud de l'arborètum de la Universitat d'Idaho a Moscow (Idaho)

No és clar quin és l'origen del nom "palouse". Una teoria és que el nom de la tribu palus (escrit en els primers relats de diverses maneres com palus, palloatpallah, pelusha, etc.) fou adaptat pels comerciants de pells francocanadencs al mot francès més familiar «pelouse», que significa "terra amb herba curta i espessa" o "gespa". Amb el temps la grafia va canviar a Palouse. Una altra hipòtesi és que el nom de la regió prové d'aquesta paraula francesa i que més tard es va aplicar als seus habitants indígenes.
Tradicionalment la regió Palouse es definia com els turons i praderies fèrtils al nord del riu Snake, que la separava del comtat de Walla Walla, i al nord del riu Clearwater, que la separava de la praderia Camas, estenent-se cap al nord al llarg de la frontera entre Washington i Idaho, al sud de Spokane i centrada entorn al riu Palouse. La regió gaudí un auge de creació d'assentaments i de conreu del blat durant la dècada de 1880, part del procés més ampli de creixement del conreu de blat al sud-est de Washington, originalment iniciat al comtat de Walla Walla, al sud del riu Snake. Tot i que essent aquesta definició de Palouse comuna avui dia, el terme alguns cops s'empra per a referir-se a tota la regió productora de blat, incloent-hi el comtat de Walla Walla, la praderia Camas d'Idaho, la regió de Big Bend del Columbia Plateau i altres districtes agrícoles més petits com el comtat d'Asotin, Washington, i el comtat d'Umatilla, Oregon. Aquesta "definició ampliada" l'usen organitzacions com el Fons Mundial per a la Natura, que defineixen l'ecoregió de les praderies Palouse de mode estens.

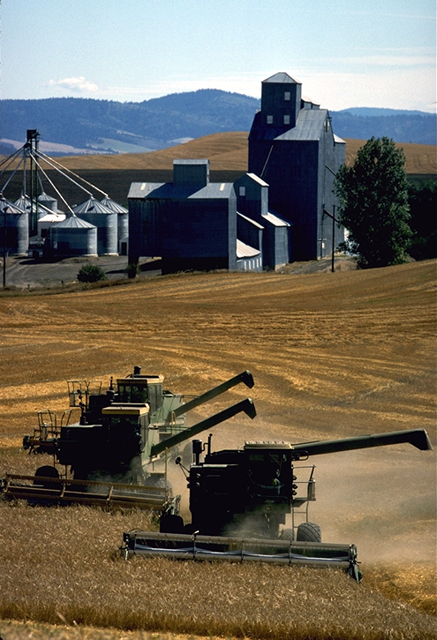
Una granja al comtat de Whitman

La comunitat de Palouse, Washington, és al comtat de Whitman, a uns 7 milles (11 km) a l'oest de Potlatch (Idaho). No obstant això, la definició típica de la regió de Palouse és diferent de l'antiga regió de Walla Walla al sud del riu Snake, on es va demostrar per primera vegada que el cultiu de secà de blat era viable a la regió a la dècada de 1860. Durant la dècada de 1870, la regió de Walla Walla experimentà una ràpida implantació de conreus, mentre que els experiments inicials del cultiu de blat s'iniciaren a la regió Palouse, que abans era dominat per la ramaderia de bestiar boví i oví. Quan aquestes proves esdevingueren més que reeixides, durant la dècada de 1880 una petita febre de la terra omplí ràpidament la regió de Palouse de pagesos. La proliferació simultània dels ferrocarrils facilità el ràpid assentament de Palouse. El 1890 gairebé totes les terres de Palouse foren roturades i convertides al cultius de blat.
Almenys s'establiren quatre centres de població, tots a pocs quilòmetres l'un de l'altre: Colfax (el més antic), Palouse, Pullman i, a la banda d'Idaho, Moscow. Aquests quatre nuclis, juntament amb almenys deu de menors, formaren una xarxa difusa de centres rurals.
Les ciutats al llarg de les fronteres del Palouse i, segons algunes definicions, part d'aquest, son Lewiston, Idaho, que permet gestionar els conreus a la prada Camas; Ritzville, a la vora oriental del Big Bend Country; i Spokane, el principal centre urbà de la regió. La posició de Spokane era tan dominant que va arribar a ser coneguda com la capital de l’Inland Empire (imperi interior), que abasta totes les regions productores de blat, els districtes miners locals i els boscos productors de fusta. Spokane també serví com a nus ferroviari i de transport de la regió. El 1910, tot i que continuaven sent comuns termes locals com ara Palouse, Walla Walla Country, Big Bend, Umatilla County i Camas Prairie, molta gent de la regió va començar a considerar-se vivint a l'Inland Empire, el Wheat Belt, Columbia Basin o l'est de Washington, Oregon, o el nord d'Idaho.

### Agricultura
L'agricultura primitiva requeria molta mà d'obra i depenia en gran manera de la força humana i dels cavalls. Un equip organitzat de sega/batuda a la dècada del 1920 calien 120 homes i 320 mules i cavalls. Aquestes colles anaven de granja en granja a mesura que els cultius maduraven.
En aquest punt, la recol·lectora ja s'havia inventat i es començava a usar, però pocs agricultors tenien prou cavalls per arrossegar una màquina així, que requeria una tripulació de 40 cavalls i sis homes per operar en terreny pla. Degut a  causa d'això, l'ús de recol·lectores a Palouse va quedar enrere respecte a altres comunitats agrícoles dels Estats Units. Quan l'Idaho Harvester Company de Moscow començà a fabricar una recol·lectora més petita que la recol·lecció mecanitzada esdevingué factible. El 1930, el 90% de tot el blat de Palouse es collia amb recol·lectores. El següent pas en la mecanització fou el desenvolupament del tractor. De la mateixa manera que amb les recol·lectores, les primeres màquines a vapor i els tractors de gasolina eren massa pesants i incòmodes per al seu ús als turons costeruts de Palouse. Els tractors més petits i d'ús general introduïts a la dècada de 1920 només eren usats marginalment. Així al 1930, només el 20% dels agricultors de Palouse usaven tractors. Avui dia, la regió de Palouse és la regió productora de llenties més important dels EUA .

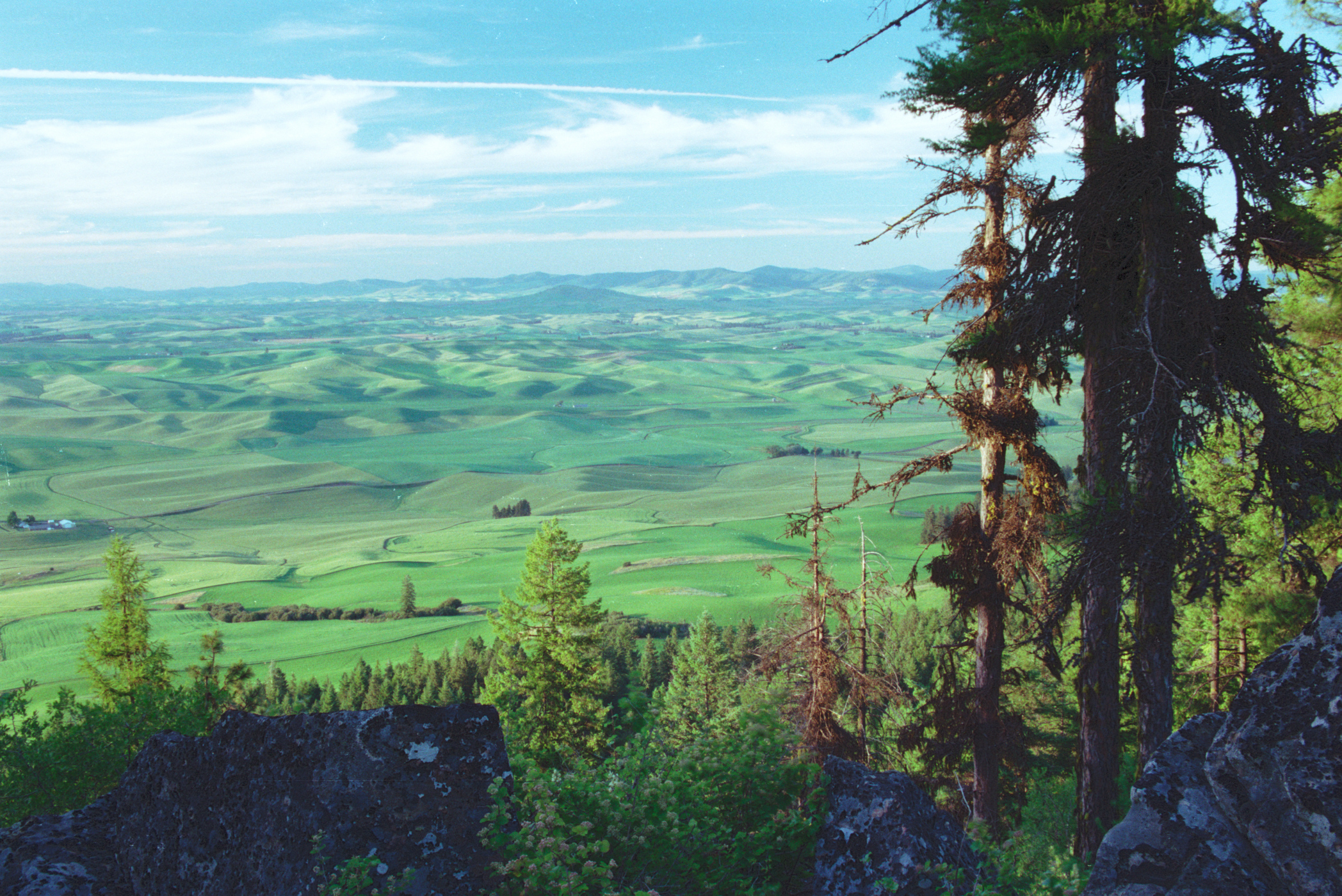
Vista dels camps de Palouse des de Kamiak Butte, a principis d'estiu
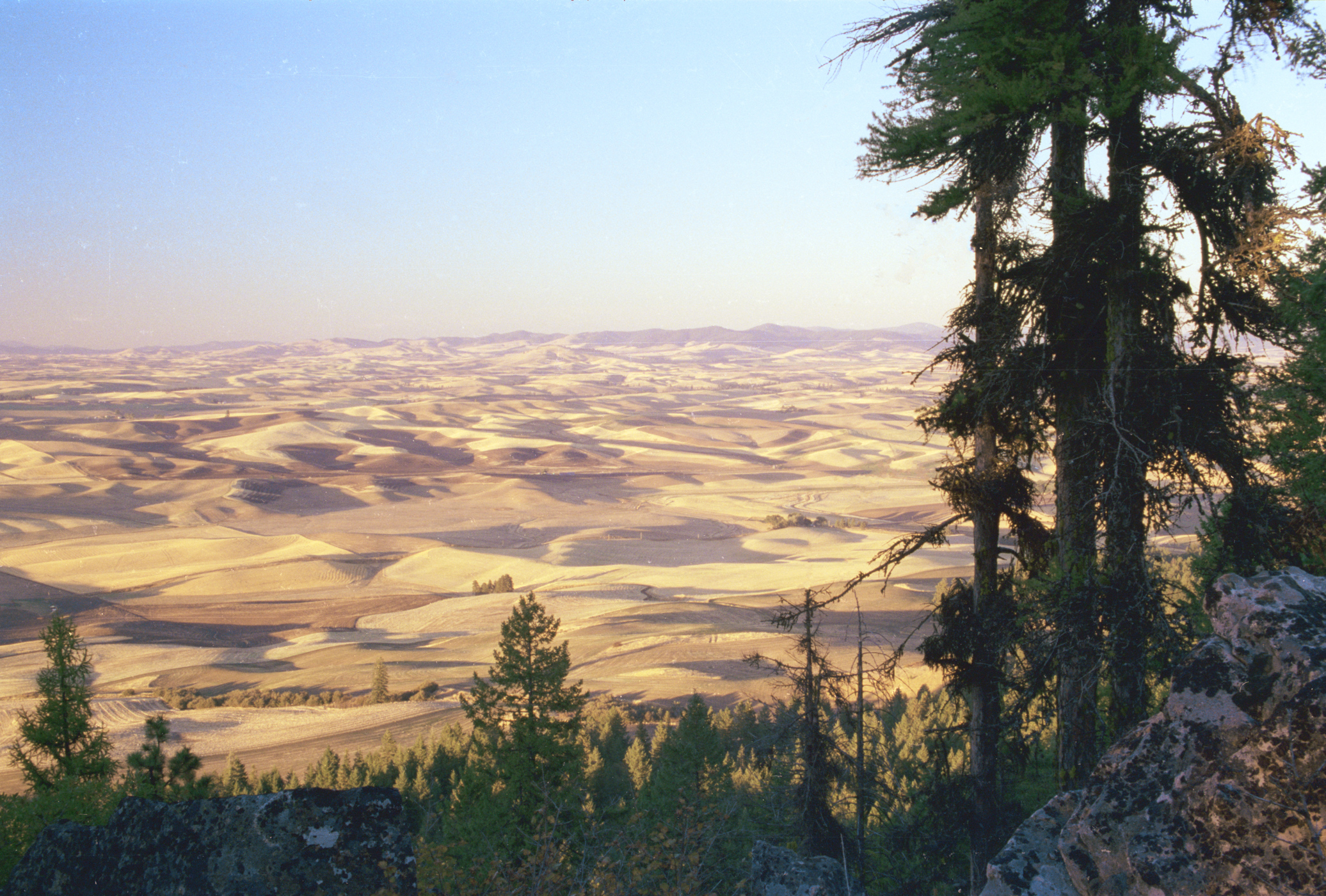
Camps de Palouse vistos des de Kamiak Butte, tardor

## Geologia
Els peculiars i pintorescos turons de loess característics dels prats Palouse reposen sobre sediments de loess Palouse, transportats pel vent, que abasta una àrea de més de 50,000 km2 (19,000 sq mi) al altiplà de Columbia, al sud-est de Washington, a l'oest d'Idaho i al nord-est d'Oregon. El loess del Palouse forma un mantell de gra fi de gruix variable dipositat sobre el grup basàltic del riu Columbia del Miocènic, sediments fluvials no glacials pliocènics de la Formació Ringold o sediments de les mega-inundacions glacials pleistocèniques, conegudes informalment amb el nom de formació Hanford. En el seu punt més potent, el loess de Palouse arriba als 75 metres (246 ft) de gruix. Consisteix en múltiples capes de loess separades per múltiples paleosols de calitx ben definits i disconformitats erosives. El grau de desenvolupament de les capes individuals de calitx, juntament amb les datacions del loess mitjançant datació per termoluminescència i la luminescència estimulada òpticament, apunten que cada capa de calitx representa un període de milers a desenes de milers d'anys de manca de deposició, meteorització i desenvolupament del sòl que succeí entre períodes recurrents de deposició de loess. Una seqüència consistent de signatures de polaritat normal-inversa-normal demostra que les capes més antigues de loess s'acumularen entre 1 i 2 milions d'anys. La datació detallada per luminescència estimulada òpticament ha revelat que la capa superior del loess Palouse s'acumulà entre fa 15.000 anys i l'actualitat, i la capa de loess subjacent s'acumulà episòdicament entre fa uns 77.000 i 16.000 anys. Les tendències regionals en la distribució, el gruix, la textura i la composició general del loess del Palouse indiquen que en gran part està format per sediments arrossegats pel vent erosionats a partir de dipòsits de gra fi de la formació Hanford que foren dipositats periòdicament per les repetitives inundacions  Missoula a la zona d'Eureka Flats.
Tot i que superficialment s'assemblen a dunes de sorra o altres tipus de dunes, els turons de loess del Palouse tenen un origen molt diferent. Internament, no hi ha proves d'estratificació creuada o erosió de capes interestratificades de loess i calitx que caracteritzen les dunes formades per corrents en moviment. En canvi, aquests turons estan formats per capes alternes de loess i calitx, més o menys concordants amb la superfície moderna d'aquests turons. Aquesta estratificació port a pensar que el loess dels turons del Palouse s'acumulà a partir de la caiguda del llim en suspensió en l'aire pel vent. A més, l'homogeneïtzació omnipresent del loess per innumerables arrels i caus d'insectes a mesura que s'acumulava recolza encara més la conclusió extreta per les nombroses dades de termoluminescència i luminescència estimulada òpticament que les capes individuals de loess s'acumularen durant un període de temps prolongat, en termes de milers d'anys. Finalment, els horitzons de calitx són paleosols que representen l'aturada, de mode periòdic, en l'acumulació de loess durant períodes de milers d'anys.

## Medi ambient

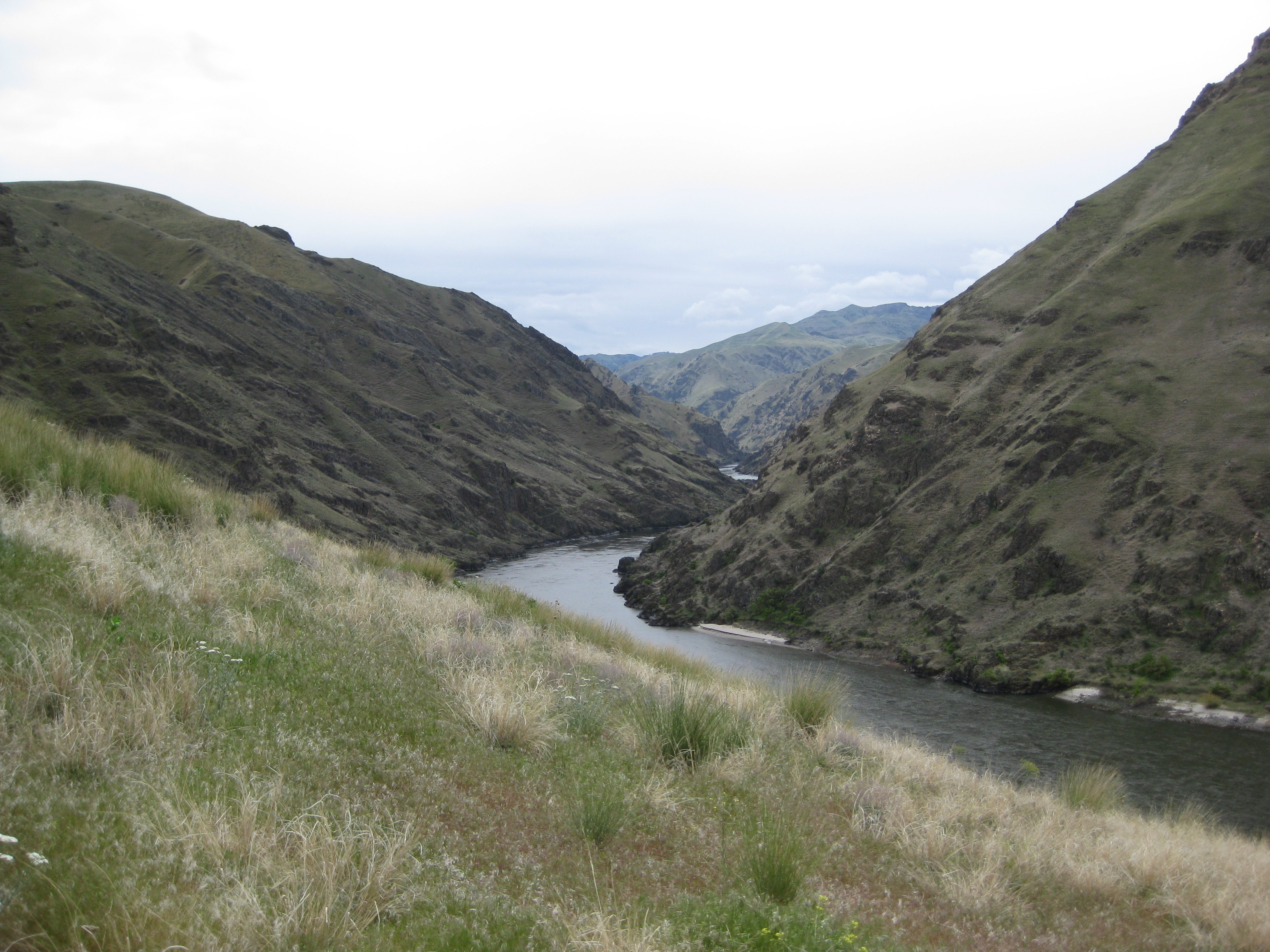
Un tros preservat de praderia perenne a l'àrea recreativa nacional de Hells Canyon a Idaho

Antigament una extensa praderia composta per herbes perennes de longitud mitjana com Agropyron spicatum i Festuca idahoensis cobria el Palouse. Avui dia s'ha llaurat pràcticament tota la praderia Palouse o ha sigut envaïda per espècies al·lòctones com el Bromus teulader. La praderia nativa és un dels ecosistemes més amenaçats dels Estats Units, ja que només es conserva poc més de l'u per cent de la praderia original. Els únics grans fragments preservats d'aquest ecosistema son troben a l'àrea recreativa nacional de Hells Canyon i a la part sud de l'àrea recreativa nacional de Lake Roosevelt a Washington.
Les zones riberenques ofereixen hàbitat de cria per a una major diversitat d'aus que qualsevol altre hàbitat dels Estats Units La pèrdua d'arbres i arbustos al llarg dels corredors fluvials significa menys ocells i, a la fi, menys espècies. La majoria de les zones ripàries s'han perdut arreu de la bioregió.
Darrerament, la conversió de terres agrícoles en habitatges suburbans en grans parcel·les convida un nou conjunt de biodiversitat a la praderia Palouse. El professor de fauna salvatge de la Universitat d'Idaho, J. Ratti, documentà els canvis en la composició de la comunitat d'aus durant un període de 10 anys mentre convertia un camp de blat en un refugi de fauna salvatge suburbà. Al 1991, els seu "pati" de 15-acre (61,000 m2)  atreia 86 espècies d'ocells, un augment respecte a les 18.

### Transformació ecològica
A mida que la població creixia, aparegueren pobles i ciutats que canviaren l'aspecte de la zona. El 1910 hi havia 22.000 persones disperses en 30 comunitats al prat Palouse.

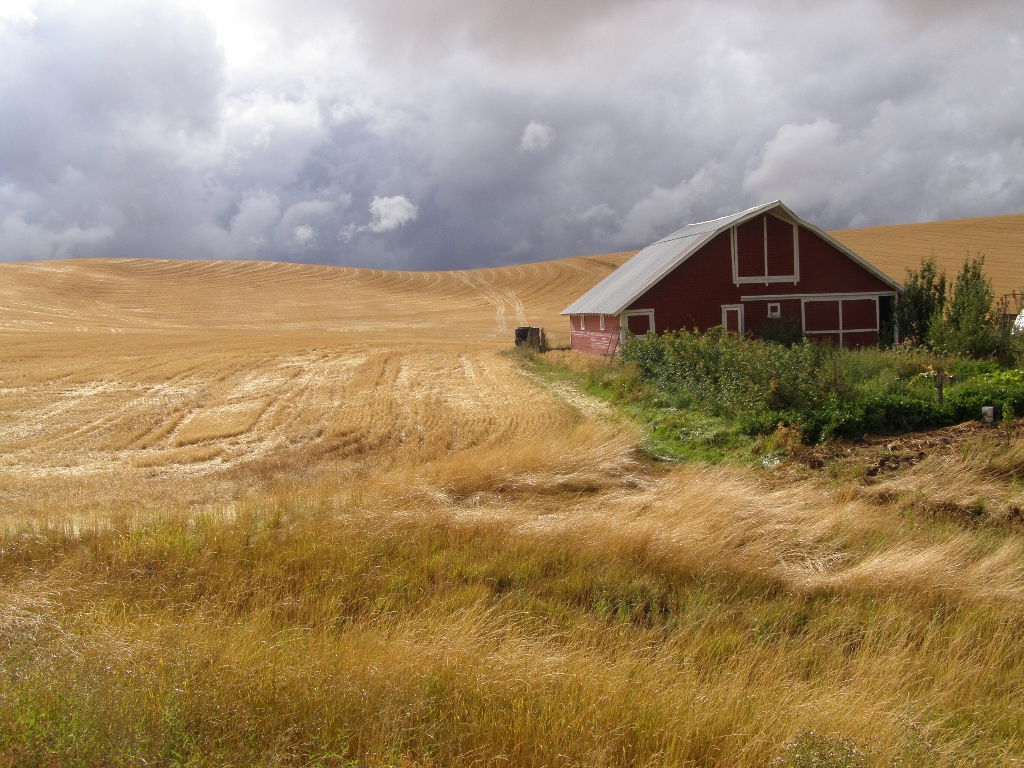
Terres de conreu al Palouse

La intensificació de l'agricultura ha afectat tant la quantitat com la qualitat de l'aigua. L'agricultura ha canviat la hidrologia, augmentant els cabals màxims d'escolament i escurçant la durada de l'escolament. El resultat és una erosió més intensa i la pèrdua de rierols de praderia perennes. Ja a la dècada de 1930 els científics del sòl observaren una reducció significativa dels rius de la regió  i un augment en l'amplada dels canals. Un escolament més gros i ràpid augmentà, reduí el nivell freàtic als prats adjacents. Al riu South Palouse, aquest procés era tan eficient que el 1900 ja era possible l'agricultura on anteriorment hi havia hagut massa aigua. La substitució de les herbes perennes per cultius anuals provocà una major velocitat del flux terrestre i menys infiltració, traduint-se en un nivell de la conca hidrogràfica amb majors cabals màxims respecte el passat. Els rierols de les praderies, que abans eren perennes, avui dia sovint s'assequen a mitjans d'estiu. Això ha influït sens dubte en les espècies amfíbies i aquàtiques. La producció de cultius va augmentar dràsticament (200–400%) després de la introducció de fertilitzants després de la Segona Guerra Mundial.
L'impacte dels pastors domèstics a les praderies Palouse i Camas fou transitori, ja que gran part de les zones ràpidament esdevingueren camps agrícoles. Tanmateix, els canyons dels rius Snake i Clearwater i els seus afluents, amb els seus sòls molt menys profunds, la topografia escarpada i el clima més càlid i sec, eren en gran part inadequats per a la producció de cultius i, en conseqüència, foren usats durant un major període per al pasturatge d'animals domèstics. Allà, la intensificació del pasturatge i altres pertorbacions han provocat canvis irreversibles, substituint les herbes autòctones en gran part per herbes anuals del gènere Bromus i altres herbes adventícies, en particular del gènere Centaurea. Les plantes altament competitives d'ambdós gèneres evolucionaren en règims climàtics semblants als eurasiàtics i foren introduïdes als Estats Units a finals del segle XIX.
Amb l'adopció, a la regió de Palouse, de pràctiques agrícoles sense llaurar a principis dels anys 2000 l'impacte ambiental negatiu de l'agricultura ha disminuït sensiblement.